# Whiplash
«Whiplash» — дебютный сингл трэш-метал-группы Metallica, вышедший 8 августа 1983 года. Шестой трек на альбоме Kill 'Em All.
Помимо трёх студийных треков с альбома Kill 'Em All, на диске была заново сведённая версия песни «Whiplash», которая и дала название синглу. Песня была переиграна множество раз и особенно известна версия группы Motörhead, получившая премию «Грэмми» за лучшее метал-исполнение.

## Издания
- США — компания Megaforce — 12" пластинка (винил). 1984 год
- Великобритания — компания Megaforce — 12" пластинка (цветной винил). 1987 год.
- США — компания Megaforce — 12" промопластинка (винил). 1984 год.

## Список композиций
Сингл для США
| №  | Название                             | Длительность |
| -- | ------------------------------------ | ------------ |
| 1. | «Jump in the Fire»                   | 4:41         |
| 2. | «Whiplash» (Special Neckbrace Remix) | 4:24         |
| 3. | «Seek & Destroy» (Live)              | 7:04         |
| 4. | «Phantom Lord» (Live)                | 4:52         |

## Участники записи
- Джеймс Хэтфилд — ритм-гитара, вокал
- Ларс Ульрих — барабаны
- Кирк Хэммет — соло-гитара
- Клифф Бёртон — бас-гитара